# Henry B. Walthall
Henry B. Walthall, nome completo Henry Brazeale Walthall (contea di Shelby, 16 marzo 1878 – Monrovia, 17 giugno 1936), è stato un attore statunitense.
Molto noto a inizio Novecento come attore teatrale, passato al cinema diventò famoso soprattutto per il ruolo del colonnello Cameron ne La nascita di una nazione, il controverso capolavoro di D.W. Griffith. Nella sua carriera, Walthall apparve in più di 320 film.

## Biografia
Dopo aver intrapreso gli studi in legge all'Howard College, Walthall li abbandonò dopo appena sei mesi per inseguire la sua vera passione, quella per il mondo del teatro. Nel 1901, si trasferì a New York dove trovò lavoro a Broadway. La sua interpretazione nel 1906 di Burt Williams, uno dei personaggi di The Great Divide, lavoro teatrale di William Vaughn Moody, riscosse un grande successo, facendo sì che il suo nome diventasse molto conosciuto non solo nel giro dei teatri di Broadway, ma anche tra il grande pubblico. Fino al 1908, restò a recitare in teatro.
Nel 1908, le sue doti recitative vengono apprezzate anche dal grande schermo e Walthall fa il suo debutto nella pellicola Rescued from an Eagle's Nest a fianco di un giovane attore che presto diventerà uno dei più grandi registi dell'epoca: D.W. Griffith. Tra i due nacque subito un connubio artistico che si formalizzerà a partire dal 1909, quando Walthall - per volere di Griffith - venne messo sotto contratto dalla Biograph. L'attore entrò a far parte in maniera stabile del team artistico che lavorava con Griffith e che comprendeva attori quali Owen Moore, Kate Bruce, Jack e Mary Pickford. Quando poi il regista lasciò la Biograph, Walthall lo seguì agli studi californiani della Reliance-Majestic.

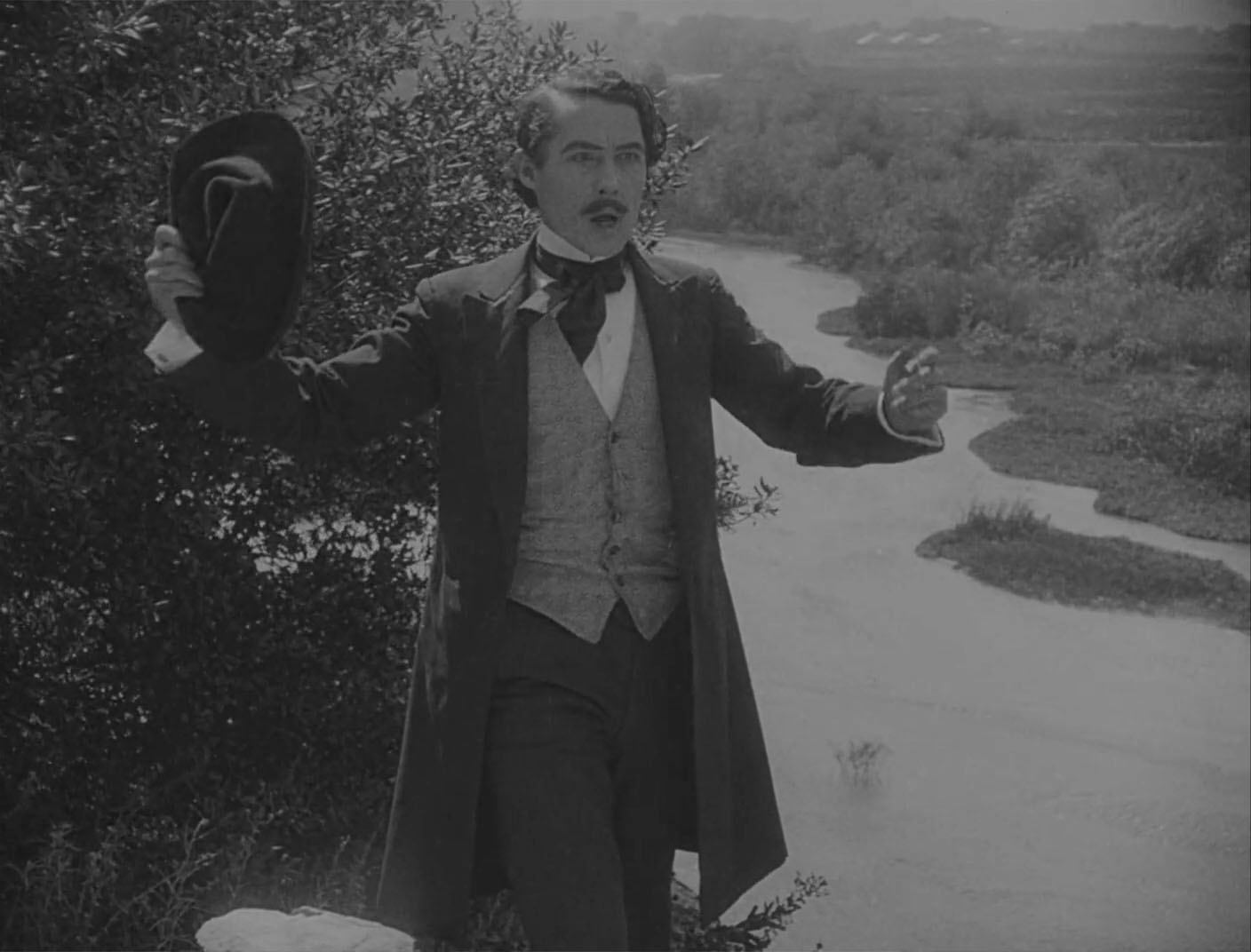
Nel ruolo di Ben Cameron

Dato che all'epoca le pellicole prodotte avevano la durata di uno o, eccezionalmente, due rulli, la brevità dei film agevolava la quantità dei titoli che uscivano dalle case di produzione; Griffith e Walthall girarono insieme circa un centinaio di pellicole, fra le quali la più celebre resta Nascita di una nazione del 1915, dove l'attore ottenne la parte più importante della sua carriera, quella del colonnello Ben Cameron. Protagonista maschile del kolossal di Griffith, Walthall nel film recitò a fianco di Lillian Gish e Mae Marsh. La sua interpretazione del controverso personaggio, un ufficiale confederato, veterano di guerra, che sarà tra i fondatori del Ku Klux Klan, lo fece diventare uno tra gli attori più famosi del cinema e gli darà, negli anni seguenti, l'occasione di avere parti da protagonista in numerosi film.
Sempre nel 1915, Walthall interpretò anche il ruolo di Edgar Allan Poe nella pellicola biografica The Raven, dove fu diretto da Charles Brabin. La sua carriera continuò con parti di rilievo per tutti gli anni venti: in The Plastic Age, del 1925, ebbe come partner Clara Bow e Gilbert Roland. Nel 1926, fu tra gli attori protagonisti di The Scarlet Letter di Victor Sjöström, dove il ruolo di Hester Prynne era sostenuto da Lillian Gish. Nel 1929 partecipò al film Il ponte di San Luis Rey.
Per merito dell'esperienza acquisita in teatro, la carriera di Walthall non soffrì a causa dell'avvento del sonoro e l'attore continuò a lavorare fino alla sua morte, nel 1936, all'età di 58 anni.

## Vita privata
Walthall si sposò due volte. La prima con l'attrice teatrale Isabel Fenton da cui divorziò nel 1917 dopo dieci anni di matrimonio. La seconda, con l'irlandese Mary Charleson (1890-1961), anche lei attrice cinematografica con la quale aveva lavorato alla Essanay di Chicago prima che la società chiudesse i battenti. Dal matrimonio nacque una figlia, Patricia Walthall (16 marzo 1918), pure lei attrice. La coppia si era sposata nel 1918 e il matrimonio durò fino alla morte di Walthall, nel 1936, avvenuta per aver contratto una grave forma di influenza.

## Riconoscimenti
All'attore è stata dedicata una stella sulla Hollywood Walk of Fame al 6201 di Hollywood Boulevard.

## Galleria d'immagini

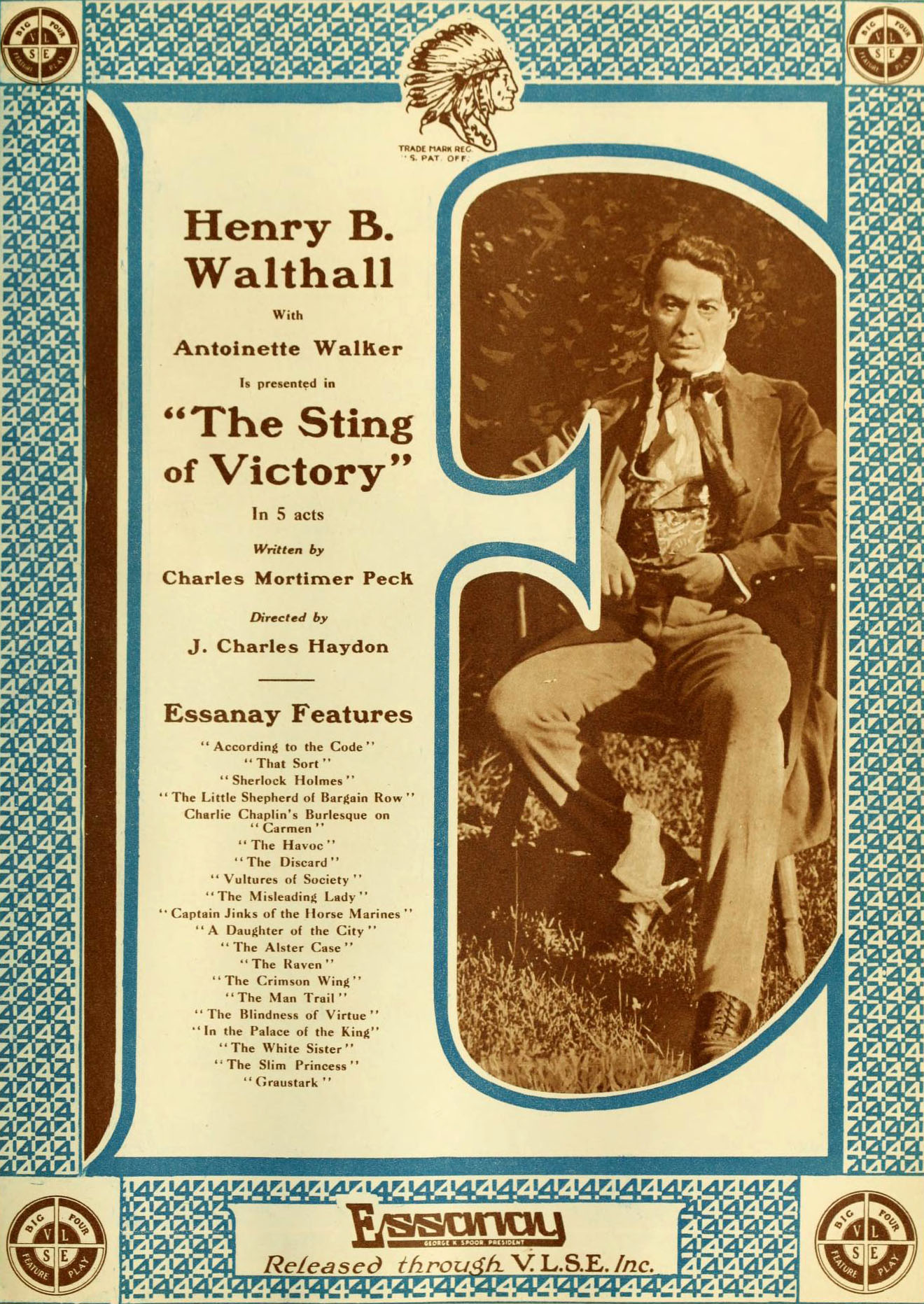
The Sting of Victory (1916)
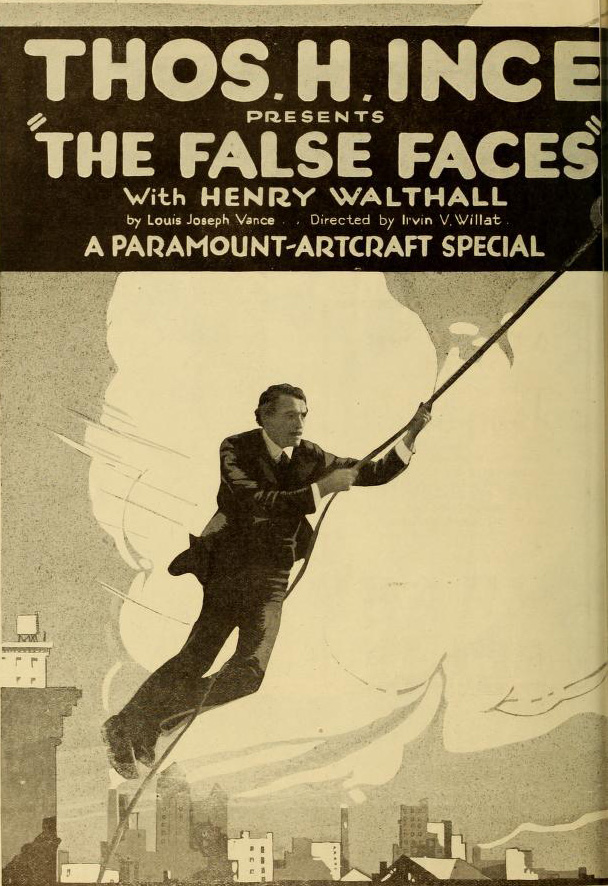
The False Faces (1919)
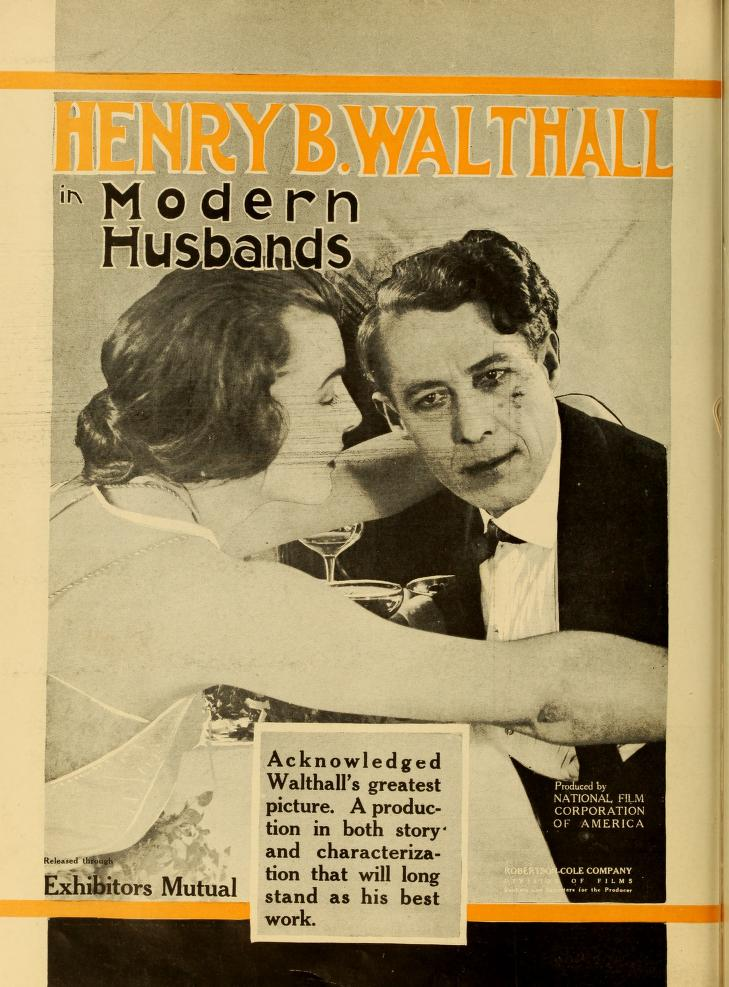
Modern Husbands (1919)

## Filmografia
Di seguito sono elencati i film girati da Henry B. Walthall.

### 1908
- Rescued from an Eagle's Nest, regia di J. Searle Dawley come H.B. Walthall – cortometraggio (1908)

### 1909
- The Heart of an Outlaw, regia di David W. Griffith – cortometraggio (1909)
- A Convict's Sacrifice, regia di David W. Griffith – cortometraggio (1909)
- The Slave, regia di David W. Griffith – cortometraggio (1909)
- A Strange Meeting, regia di David W. Griffith – cortometraggio (1909)
- The Mended Lute, regia di David W. Griffith – cortometraggio (1909)
- They Would Elope, regia di David W. Griffith – cortometraggio (1909)
- The Better Way, regia di David W. Griffith – cortometraggio (1909)
- With Her Card, regia di David W. Griffith – cortometraggio  (1909)
- The Mills of the Gods, regia di David W. Griffith – cortometraggio (1909)
- Pranks, regia di David W. Griffith – cortometraggio (1909)
- The Sealed Room, regia di David W. Griffith – cortometraggio (1909)
- The Little Darling, regia di David W. Griffith – cortometraggio (1909)
- The Hessian Renegades, regia di David W. Griffith – cortometraggio (1909)
- The Children's Friend, regia di David W. Griffith – cortometraggio (1909)
- Getting Even, regia di David W. Griffith – cortometraggio (1909)
- The Broken Locket, regia di David W. Griffith – cortometraggio (1909)
- In Old Kentucky, regia di David W. Griffith – cortometraggio (1909)
- A Fair Exchange, regia di David W. Griffith – cortometraggio (1909)
- Leather Stocking, regia di David W. Griffith – cortometraggio (1909)
- Wanted, a Child, regia di David W. Griffith – cortometraggio (1909)
- Pippa Passes (o The Song of Conscience), regia di David W. Griffith – cortometraggio (1909)
- Fools of Fate, regia di David W. Griffith – cortometraggio (1909)
- The Expiation, regia di David W. Griffith – cortometraggio (1909)
- A Corner in Wheat, regia di David W. Griffith – cortometraggio (1909)
- The Test, regia di David W. Griffith – cortometraggio (1909)
- In a Hempen Bag, regia di David W. Griffith – cortometraggio (1909)
- A Trap for Santa Claus, regia di David W. Griffith – cortometraggio (1909)
- In Little Italy, regia di David W. Griffith – cortometraggio (1909)
- A Day After, regia di David W. Griffith – cortometraggio (1909)
- Choosing a Husband, regia di David W. Griffith – cortometraggio (1909)

### 1910
- On the Reef, regia di David W. Griffith (1910)
- The Call, regia di David W. Griffith (1910)
- The Honor of His Family, regia di David W. Griffith (1910)
- The Cloister's Touch, regia di David W. Griffith (1910)
- One Night and Then, regia di David W. Griffith (1910)
- His Last Burglary, regia di David W. Griffith (1910)
- The Newlyweds, regia di David W. Griffith (1910)
- The Thread of Destiny, regia di David W. Griffith (1910)
- In Old California, regia di David W. Griffith (1910)
- The Converts, regia di David W. Griffith (1910)
- Gold Is Not All, regia di David W. Griffith (1910)
- His Last Dollar, regia di David W. Griffith (1910)
- The Two Brothers, regia di David W. Griffith (1910)
- The Kid, regia di Frank Powell – cortometraggio (1910)
- Thou Shalt Not, regia di David W. Griffith (1910)
- The Tenderfoot's Triumph, regia di Frank Powell – cortometraggio (1910)
- The Way of the World, regia di David W. Griffith – cortometraggio (1910)
- The Gold Seekers, regia di David W. Griffith – cortometraggio (1910)
- Love Among the Roses, regia di David W. Griffith – cortometraggio  (1910)
- Ramona, regia di David W. Griffith (1910)
- The Impalement, regia di David W. Griffith (1910)
- A Child of the Ghetto, regia di David W. Griffith (1910)
- In the Border States, regia di David W. Griffith (1910)
- The Face at the Window, regia di David W. Griffith (1910)
- The Call to Arms, regia di David W. Griffith (1910)
- The House with Closed Shutters, regia di David W. Griffith (1910)
- The Usurer, regia di David W. Griffith  (1910)
- The Sorrows of the Unfaithful, regia di David W. Griffith (1910)
- Wilful Peggy, regia di David W. Griffith (1910)
- A Summer Idyll, regia di David W. Griffith (1910)
- In Life's Cycle, regia di David W. Griffith (1910)
- The Oath and the Man, regia di David W. Griffith (1910)
- Rose O'Salem Town, regia di David W. Griffith (1910)
- The Iconoclast, regia di David W. Griffith (1910)
- The Banker's Daughters, regia di David W. Griffith (1910)
- The Gray of the Dawn, regia di Eugene Sanger – cortometraggio (1910)
- The Armorer's Daughter – cortometraggio (1910)
- Where Sea and Shore Doth Meet – cortometraggio (1910)

### 1911
- As the Master Orders – cortometraggio (1911)
- The Hour of Fate – cortometraggio (1911)
- The Command from Galilee – cortometraggio (1911)
- Three Men – cortometraggio (1911)
- Souls Courageous – cortometraggio (1911)
- A Trick of Fortune – cortometraggio (1911)
- The Society Girl and the Gypsy, regia di George LeSoir – cortometraggio (1911)
- The Stepsisters, regia di George LeSoir – cortometraggio (1911)
- Waiting  (1911)
- The Broken Vows (1911)
- His Son, regia di Milton J. Fahrney – cortometraggio (1911)
- The Pitfall (1911)
- The Godfather – cortometraggio (1911)
- A Little Child  (1911)
- Clouds and Sunshine (1911)
- His Dream – cortometraggio (1911)
- The Cobbler – cortometraggio (1911)
- For His Sake – cortometraggio (1911)
- The Anonymous Letter (1911)
- A Narrow Escape – cortometraggio (1911)
- Divorce – cortometraggio (1911)
- The Greater Love – cortometraggio (1911)
- The Track Walker – cortometraggio (1911)
- The Moonshiners – cortometraggio (1911)
- The Injustice of Man (1911)
- A Daughter of Italy – cortometraggio (1911)
- The Poison Cup (1911)
- The Turn of the Wheel (1911)
- The Turnstile (1911)
- Locked in the Vaults (1911)
- The Birth-Mark – cortometraggio (1911)

### 1912
- The Gangfighter – cortometraggio (1912)
- The Quarrel – cortometraggio (1912)
- The Appointed Hour – cortometraggio (1912)
- The Deception – cortometraggio (1912)
- Solomon's Son – cortometraggio (1912)
- The Man Under the Bed – cortometraggio (1912)
- The Stolen Letter – cortometraggio (1912)
- The Gambler's Daughter, regia di Stanner E.V. Taylor – cortometraggio (1912)
- The Duel, regia di James Kirkwood – cortometraggio (1912)
- The Yeggman – cortometraggio (1912)
- The Better Man – cortometraggio (1912)
- The Ruling Passion – cortometraggio (1912)
- Iola's Promise, regia di David W. Griffith – cortometraggio (1912)
- Hide and Seek – cortometraggio (1912)
- Jealousy – cortometraggio (1912)
- A Tragic Experiment – cortometraggio (1912)
- Fur Smugglers – cortometraggio (1912)
- The Birthday Present – cortometraggio (1912)
- Mother – cortometraggio (1912)
- When the Heart Calls – cortometraggio (1912)
- An Opportune Burglar – cortometraggio (1912)
- Love Is Blind – cortometraggio (1912)
- The Burglar's Reformation, regia di George Terwilliger – cortometraggio (1912)
- The Return of John Gray – cortometraggio (1912)
- The Recoil – cortometraggio (1912)
- The Miser's Daughter – cortometraggio (1912)
- Mixed Identities – cortometraggio (1912)
- The District Attorney's Conscience, regia di James Kirkwood – cortometraggio (1912)
- Home Folks (1912)
- The Forbidden Way – cortometraggio (1912)
- The Inner Circle (1912)
- A Change of Spirit (1912)
- Two Daughters of Eve, regia di David W. Griffith (1912)
- Friends, regia di David W. Griffith (1912)
- So Near, Yet So Far (1912)
- A Feud in the Kentucky Hills (1912)
- In the Aisles of the Wild (1912)
- The One She Loved (1912)
- The Painted Lady, regia di David W. Griffith (1912)
- My Baby, regia di D.W. Griffith e Frank Powell (1912)
- The Informer (1912)
- Brutality (1912)
- My Hero (1912)
- The Burglar's Dilemma (1912)
- The God Within (1912)

### 1913
- Three Friends, regia di David W. Griffith (1913)
- Oil and Water, regia di David W. Griffith (1913)
- Love in an Apartment Hotel, regia di David W. Griffith (1913)
- Broken Ways, regia di David W. Griffith (1913)
- The Unwelcome Guest, regia di D.W. Griffith (1913)
- The Sheriff's Baby, regia di David W. Griffith (1913)
- The Perfidy of Mary, regia di David W. Griffith (1913)
- The Little Tease, regia di David W. Griffith (1913)
- A Horse on Bill (1913)
- The Lady and the Mouse, regia di David W. Griffith (1913)
- If We Only Knew, regia di David W. Griffith (1913)
- The Wanderer, regia di David W. Griffith (1913)
- The Tenderfood's Money (1913)
- The Stolen Loaf, regia di David W. Griffith (1913)
- The House of Darkness, regia di D.W. Griffith (1913)
- Red Hicks Defies the World  (1913)
- Death's Marathon, regia di David W. Griffith (1913)
- The Switch Tower (1913)
- The Mothering Heart (1913)
- Her Mother's Oath (1913)
- The Mistake, regia di D.W. Griffith (1913)
- A Gambler's Honor (1913)
- During the Round-Up (1913)
- The Mirror (1913)
- The Vengeance of Galora (1913)
- Two Men of the Desert (1913)
- A Woman in the Ultimate (1913)
- Influence of the Unknown (1913)
- Diversion, regia di Anthony O'Sullivan (1913)
- The Battle at Elderbush Gulch  (1913)
- Beyond All Law (1913)
- The Fly Leaf of Fate (1913)
- For Her Government (1913)
- Her Wedding Bell (1913)
- The Wedding Gown (1913)

### 1914
- The Awakening of Donna Isolla
- Classmates, regia di James Kirkwood (1914)
- The Green-Eyed Devil, regia di James Kirkwood – cortometraggio (1914)
- The Gangsters of New York  (1914)
- Giuditta di Betulla (Judith of Bethulia), regia di D.W. Griffith (1914)
- Strongheart, regia di James Kirkwood – cortometraggio (1914)
- The Mysterious Shot, regia di Donald Crisp – cortometraggio (1914)
- L'albergo del terrore (The Old Man) (1914)
- The Floor Above (1914)
- Ashes of the Past (1914)
- Amore di madre (Home, Sweet Home), regia di D.W. Griffith (1914)
- The Soul of Honor (1914)
- The Mountain Rat (1914)
- Stranezze di un miliardario (Lord Chumley), regia di James Kirkwood (1914)
- Man's Enemy, regia di Frank Powell (1914)
- Ragnatela (The Avenging Conscience: or 'Thou Shalt Not Kill'), regia di Stanner E.V. Taylor (1914)
- The Odalisque, regia di Christy Cabanne (1914)

### 1915
- Rod of Wrath, regia di M.O. Penn (1915)
- La nascita di una nazione (The Birth of a Nation), regia di David W. Griffith (1915)
- Ashes of Dream (1915)
- Beulah, regia di Bertram Bracken (1915)
- Spettri (Ghosts), regia di George Nichols e John Emerson (1915)
- Temper (1915)
- The Woman Hater, regia di Charles Brabin (1915)
- The Circular Path (1915)
- The Outer Edge (1915)
- The Raven, regia di Charles Brabin (1915)
- Blind Justice (1915)

### 1916
- The Misleading Lady, regia di Arthur Berthelet (1916)
- The Strange Case of Mary Page, regia di J. Charles Haydon (1916)
- The Birth of a Man (1916)
- The Sting of Victory, regia di J. Charles Haydon (1916)
- Le colonne della società (Pillars of Society), regia di Raoul Walsh
- The Truant Soul

### 1917
- The Little Shoes, regia di Arthur Berthelet (1917)
- Burning the Candle, regia di Harry Beaumont (1917)
- The Saint's Adventure, regia di Arthur Berthelet (1917)

### 1918
- And a Still Small Voice (1918)
- His Robe of Honor, regia di Rex Ingram (1918)
- Humdrum Brown (1918)
- With Hoops of Steel (1918)
- The Great Love, regia di David W. Griffith (1918)

### 1919
- The Long Lane's Turning (1919)
- The False Faces (1919)
- Modern Husbands (1919)
- The Boomerang, regia di Bertram Bracken (1919)
- The Long Arm of Mannister (1919)

### 1920/1921
- The Confession (1920)
- Parted Curtains (1920)
- A Splendid Hazard, regia di Arthur Rosson (1920)
- The Flower of the North (1921)

### 1922
- The Ableminded Lady (1922)
- One Clear Call, regia di John M. Stahl (1922)
- The Kickback (1922)
- The Long Chance, regia di Jack Conway (1922)
- The Marriage Chance (1922)

### 1923/1924
- The Face on the Bar-Room Floor, regia di John Ford (1923)
- Gimme (1923)
- The Unknown Purple (1923)
- Boy of Mine (1923)
- The Woman on the Jury (1924)
- Single Wives (1924)
- The Bowery Bishop (1924)

### 1925
- Il letto d'oro (The Golden Bed), regia di Cecil B. DeMille (1925)
- On the Threshold, regia di Renaud Hoffman (1925)
- The Girl Who Wouldn't Work (1925)
- Kit Carson Over the Great Divide (1925)
- L'orgoglio del Kentucky (Kentucky Pride), regia di John Ford (1925)
- Dollar Down, regia di Tod Browning (1925)
- Simon the Jester (1925)
- The Plastic Age di Wesley Ruggles (1925)

### 1926
- Three Faces East (1926)
- The Barrier, regia di George W. Hill (1926)
- The Unknown Soldier, regia di Renaud Hoffman (1926)
- The Road to Mandalay, regia di Tod Browning (1926)
- The Scarlet Letter, regia di Victor Sjöström (1926)
- Everybody's Acting (1926)

### 1927
- Fighting Love (1927)
- The Enchanted Island, regia di William G. Crosby (1927)
- Ali (Wings), regia di William A. Wellman (1927)
- The Rose of Kildare (1927)
- A Light in the Windows (1927)
- Love Me and the World Is Mine    (1927)
- Il fantasma del castello (London After Midnight), regia di Tod Browning (1927)

### 1928
- Retribution, regia di Archie Mayo (1928)

- Freedom of the Press (1928)

### 1929
- The Jazz Age (1929)
- Stark Mad, regia di Lloyd Bacon (1929)
- Rivincita (Speakeasy), regia di Benjamin Stoloff (1929)
- The Bridge of San Luis Rey, regia di Charles Brabin (1929)
- From Headquarters, regia di Howard Bretherton (1929)
- River of Romance (1929)
- Black Magic, regia di George B. Seitz  (1929)
- Street Corner (1929)
- In Old California, regia di Burton L. King (1929)
- The Phantom in the House, regia di Phil Rosen (1929)
- L'intrusa (The Trespasser), regia di Edmund Goulding (1929)
- Blaze o' Glory, regia di George Crone e Renaud Hoffman (1929)

### 1930
- Temple Tower, regia di Donald Gallaher (1930)
- Il cavaliere della libertà (Abraham Lincoln), regia di D. W. Griffith (1930)
- The Love Trader (1930)
- L'uomo e la bestia (Tol'able David) (1930)

### 1931
- Is There Justice? (1931)
- Anybody's Blonde

### 1932
- Police Court (1932)
- Hotel Continental (1932)
- Alias Mary Smith (1932)
- Chandu the Magician, regia di William Cameron Menzies, Marcel Varnel (1932)
- Ride Him, Cowboy (1932)
- Klondike (1932)
- Tentazioni (The Cabin in the Cotton), regia di Michael Curtiz (1932)
- Io e la mia ragazza (Me and My Gal), regia di Raoul Walsh (1932)
- Il giardino del diavolo (Central Park)    (1932)
- Self Defense (1932)
- Strano Interludio (Strange Interlude) (1932)

### 1933
- Quarantaduesima strada (42end Street), regia di Lloyd Bacon (1933])
- The Whispering Shadow (1933)
- The Flaming Signal (1933)
- Somewhere in Sonora, regia di Mack V. Wright (1933)
- L'uomo che voglio (Hold Your Man), regia di Sam Wood (1933)
- Sfidando la vita (Laughing at Life) (1933)
- Her Forgotten Past (1933)
- The Wolf Dog (1933)
- Headline Shooter (1933)
- Il segreto di Nora Moran (The Sin of Nora Moran) (1933)

### 1934
- Dark Hazard
- Beggars in Ermine
- Uomini in bianco (Men in White), regia di Richard Boleslawski (1934)
- Viva Villa!, regia di Jack Conway (1934)
- City Park
- The Murder in the Museum
- The Scarlet Letter, regia di Robert G. Vignola (1934)
- The Lemon Drop Kid, regia di Marshall Neilan (1934)
- Il giudice (Judge Priest), regia di John Ford
- La casa senza amore (A Girl of the Limberlost)
- Serenata di Schubert (Love Time)
- Bachelor of Arts, regia di Louis King (1934)

### 1935
- Helldorado, regia di James Cruze (1935)
- La nave di Satana (Dante's Inferno), regia di Harry Lachman (1935)
- Le due città (A Tale of Two Cities), regia di Jack Conway (1935)

### 1936
- La volontà occulta (The Garden Murder Case), regia di Edwin L. Marin (1936)
- The Mine with the Iron Door, regia di David Howard (1936)
- Hearts in Bondage, regia di Lew Ayres (1936)
- The Last Outlaw, regia di Christy Cabanne (1936)
- La bambola del diavolo (The Devil Doll), regia di (non accreditato) Tod Browning (1936)
- Ali sulla Cina (China Clipper), regia di Ray Enright  (1936)

## Doppiatori italiani
- Corrado Racca in Viva Villa!
- Lauro Gazzolo in Le due città
- Manlio Guardabassi in La bambola del diavolo